# Catharinakerk (Lions)
De Catharinakerk van Lions is een kerkgebouw in de gemeente Leeuwarden in de Nederlandse provincie Friesland.

## Beschrijving
De kerk uit de 14e eeuw was oorspronkelijk gewijd aan Catharina van Alexandrië. De eenbeukige met driezijdig gesloten koor heeft een herbouwde zuidmuur. De toren van drie geledingen met ingesnoerde spits werd in de 19e eeuw ommetseld. Het orgel van Willem Hardorff uit 1875 werd in 1961 overgeplaatst naar de Nicolaaskerk van Huins. In 1978 kreeg de kerk een nieuw orgel. In 1968-'70 werd de kerk gerestaureerd onder leiding van A. Baart en J.D. van der Molen. De kerk is een rijksmonument. De naastgelegen pastorie dateert uit 1878.
De kerk behoort tot de Protestantse Gemeente Hilaard, Húns en Leons.

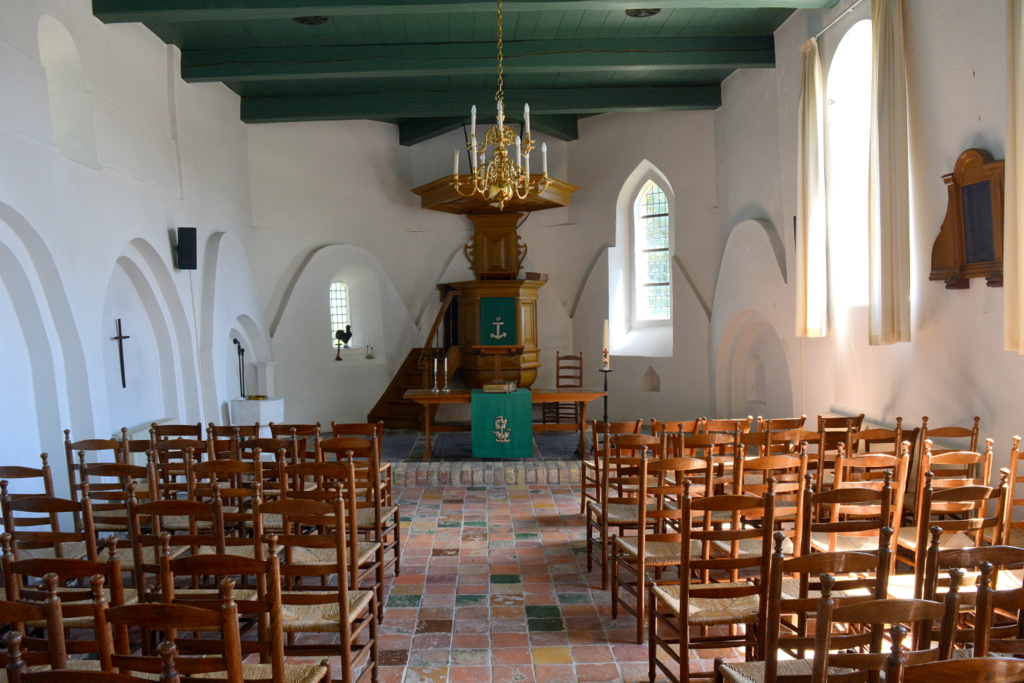
Interieur met preekstoel (2018)
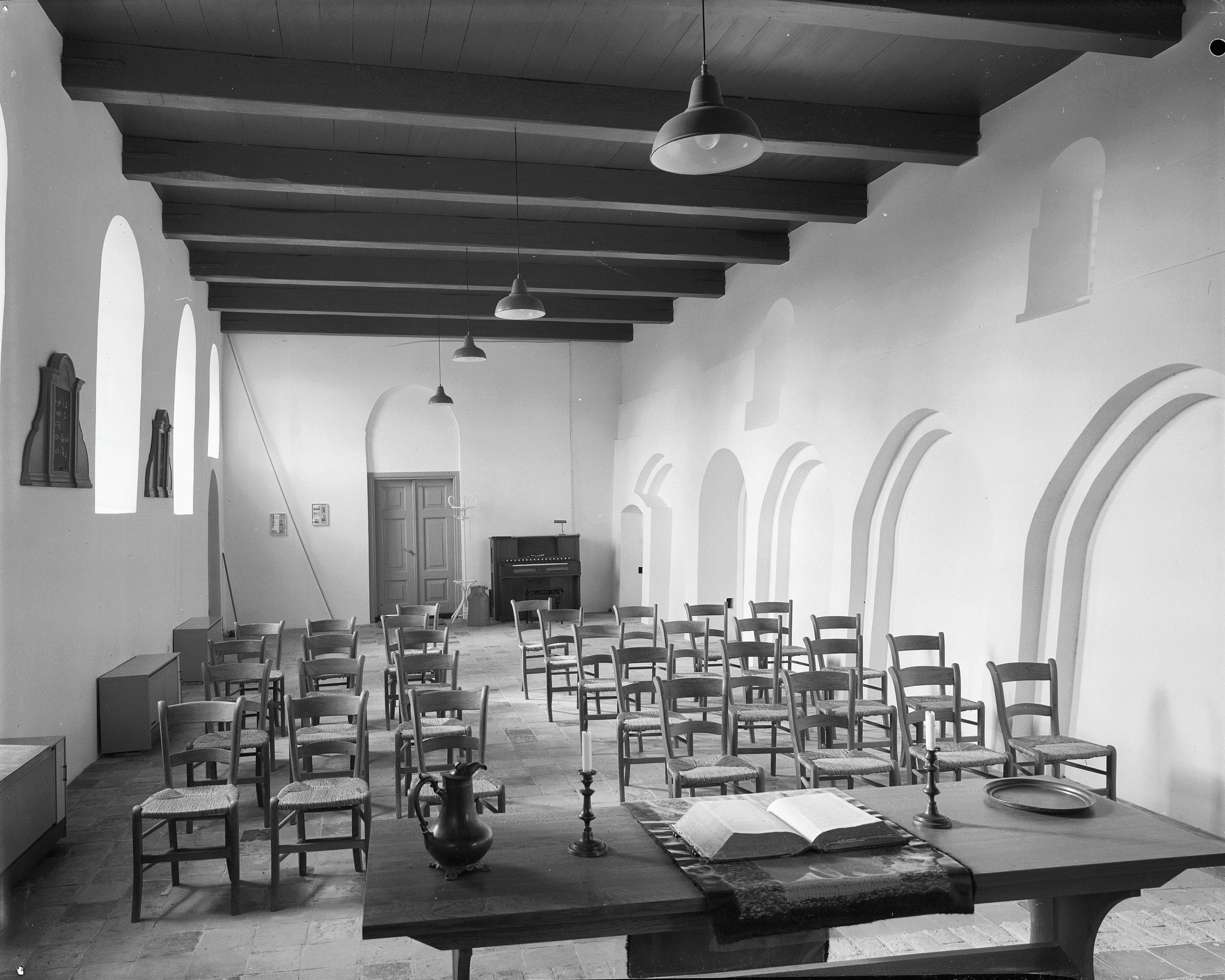
Interieur naar het westen (1975)